# Nuvola
Nuvola（名称来自意大利语的「云」，是SKY图标主题的改进版）是一套自由软件图标，并在GNU LGPL 2.1下发布。Nuvola的作者是戴维·维尼奥尼。这套图标最初是为像KDE和GNOME之类的桌面环境所开发，现在也已经有Windows和Macintosh的版本。图标的最终版本1.0包含了将近600个图标。默认的图标为PNG格式，但也提供了SVG版本。
这套图标用丰富的色彩来表现了大量常用并易于辨认的物体。大部分图标颜色为蓝色，但也有其它颜色。

## 应用
除了KDE和GNOME，Nuvola也应用在了Pidgin即时聊天软件和Amarok媒体播放器。Nuvola是OpenLab GNU/Linux发行版的默认图标主题。

## 图标示例

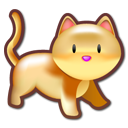
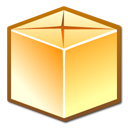
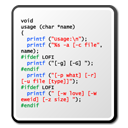
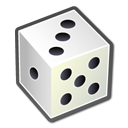
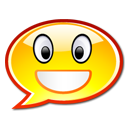
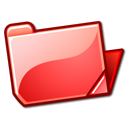
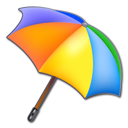
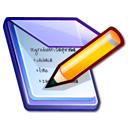